# Georges-Olivier Châteaureynaud

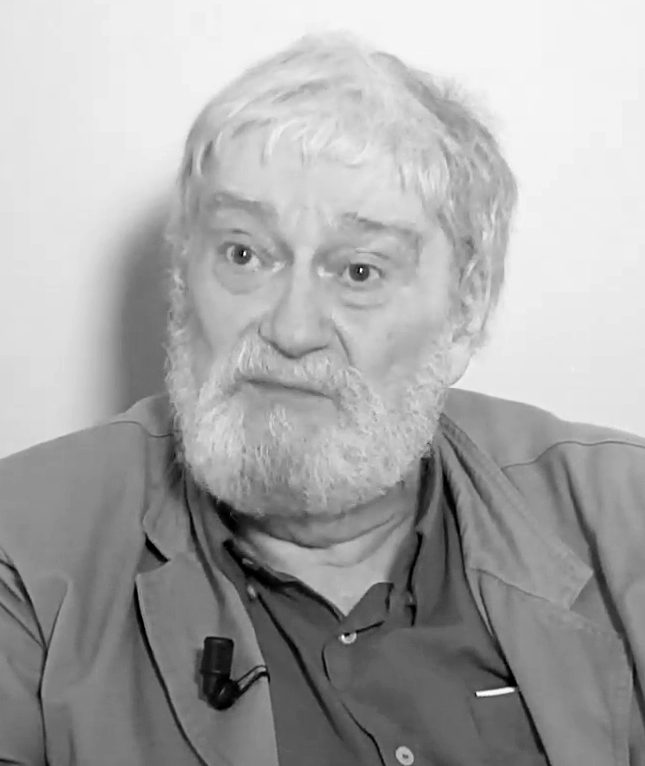
Georges-Olivier Châteaureynaud (2013)

Georges-Olivier Châteaureynaud (geboren am 25. September 1947 in Paris) ist ein französischer Schriftsteller.

## Leben
Châteaureynaud war der Sohn einer zwar liebevollen, aber auch depressiven Mutter. Die Eltern waren geschieden. Er erzählt die Geschichte seiner krisengeprägten Kindheit in der 2011 erschienenen Autobiographie La Vie nous regarde passer. Auf der Schule lernte er Latein und Griechisch und studierte dann Englisch, worin er auch einen Abschluss machte. In der Folge verdiente er sich seinen Lebensunterhalt mit kleinen Jobs und arbeitete derweil an seinen Texten. Noch in seiner Schulzeit hatte er Hubert Haddad kennen gelernt, mit dem zusammen er mehrere literarische Zeitschriften herausgab.
1973 erschien im Verlag Grasset – dem er dauerhaft treu bleiben sollte – der Erzählungsband Le Fou dans la chaloupe und im folgenden Jahr Châteaureynauds erster Roman Les Messagers, der den Preis der Zeitschrift Les Nouvelles Littéraires gewann. Er war Mitglied der Gruppe Nouvelle Fiction um Frédérick Tristan, der neben Haddad auch Francis Berthelot, Sylvain Jouty, Marc Petit, François Coupry und Jean Claude Bologne angehörten. Sie vertraten den Standpunkt, dass die Literatur sich nicht auf die Schilderung prosaischer Wirklichkeit beschränken lassen solle, sondern dass ihre Aufgabe die Darstellung einer höheren Wirklichkeit und einer anderen Wahrheit sei, zu welchem Zweck sie auch Elemente des Phantastischen verwenden könne. Dementsprechend weisen Châteaureynauds Werke häufig phantastische Elemente auf, wo sie nicht überhaupt der phantastischen Literatur zuzuordnen sind. Châteaureynauds Anteil an der modernen französischen Phantastik wurde insbesondere durch dreimalige Verleihung des Grand Prix de l’Imaginaire dokumentiert, zuletzt 2009 für den Roman L’Autre rive. Das Phantastische bei Châteaureynaud nährt sich vor allem von Träumen und vom Traumhaften, alles Grausige und Blutrünstige weist der Autor ausdrücklich zurück.
Von 2000 bis 2002 war er Vorsitzender der Société des Gens de Lettres. Seine Werke wurden in mehrere Sprachen übersetzt, insbesondere ins Englische, wo A Life on Paper, eine von Edward Gauvin übersetzte Zusammenstellung seiner Erzählungen 2011 mit dem Science Fiction & Fantasy Translation Award ausgezeichnet wurde. Ins Deutsche wurden der Roman La Faculté des songes (als Die Fakultät der Träume) und ein Erzählungsband (La Belle Charbonnière als Die schöne Köhlerin und andere schwarze Geschichten) übersetzt.

## Auszeichnungen
- 1982 Prix Renaudot für den Roman La Faculté des songes
- 1988 Grand Prix de l’Imaginaire, Spezialpreis für Le Combat d’Odiri
- 1994 Prix Breizh für den Roman Le Château de verre
- 1996 Grand Prix de l’Imaginaire für die Erzählung Quiconque
- 2005 Prix Goncourt de la nouvelle für die Erzählung Singe savant tabassé par deux clowns
- 2009 Grand Prix de l’Imaginaire für den Roman L’Autre rive

## Bibliografie

### Romane und Erzählungen
Untenstehende Liste enthält Romane und als Einzelveröffentlichung erschienene Erzählungen und Novellen.
- Les Messagers (1974, Roman)
- Mathieu Chain (1978, Roman)
- La Faculté des songes (1982, Roman)

Deutsch: Die Fakultät der Träume. Übersetzt von Bettina Runge. Klett-Cotta, Stuttgart 1985, ISBN 3-608-95256-X.
- Le Congrès de fantomologie (1985, Roman)
- Le Combat d’Odiri (1991, Jugendbuch)
- Le Château de verre (1994, Roman)
- Les Ormeaux (1996, Erzählung)
- Civils de plomb (1998, Erzählung)
- La Conquête du Pérou (1999, Erzählung)
- Le Démon à la crécelle (1999, Roman)
- Les Amants sous verre (2002, Erzählung)
- Au fond du paradis (2003, Roman)
- L’Ange et les démons (2004, Jugendbuch)
- Les Intermittences d’Icare (2006, Erzählung)
- L’Autre rive (2007, Roman)
- Le Corps de l’autre (2010, Roman)
- Jeune vieillard assis sur une pierre en bois (2013, Roman)

### Sammlungen
Le Fou dans la chaloupe (1973)
- Ses dernières pages
- Après
- Là-bas dans le sud

La Belle Charbonnière (1976)
Deutsch: Die schöne Köhlerin und andere schwarze Geschichten. Übersetzt von Bettina Runge. Klett-Cotta, Stuttgart 1987, ISBN 3-608-95255-1.
- Un épisode obscur
- Les Paons
- Un citoyen nous parle
- La Belle Charbonnière
- L’Habitant de deux villes
- Dernier amour
- Paradiso
- Magnus
- Ténèbres
- Newton go home !

Le Héros blessé au bras (1987)
- Le Voyage des âmes
- Le Verger
- Mer belle à peu agitée
- Le Gouffre des années
- La Chambre sur l’abîme
- Le Petit Homme d’or
- La Ville aux mille musées
- Le Héros blessé au bras
- Essuie mon front, Lily Miracle !
- Le Marché aux esclaves
- Trois autres jeunes tambours
- Underman
- Sortez de vos cachettes
- La demeure de l’amour est vaste
- Le Jeune Homme au saxophone

Le Jardin dans l’île (1989)
- La Nuit des voltigeurs
- Histoire du pâle petit jeune homme
- Château Naguère
- Le Courtier Delaunay
- Le Jardin dans l’île
- L’inhabitable
- Figure humaine
- L’Enclos
- L’Importun
- Zinzolins et Nacarats

Le Kiosque et le Tilleul (1993)
- La Femme dans l’ombre
- Une vie en papier
- Un Royaume près de la mer
- Rêveur de fond
- Le Kiosque et le Tilleul
- Icare sauvé des cieux
- La Chaussée d’antan
- L’Homme de Blida ou Le Malheur ridicule
- La Succession Denham
- La Tête
- Iris et le pensionnaire
- Le Joueur de dulceola
- Le Seul Mortel

Nouvelles 1972–1988 (1993)
Enthält die in diesem Zeitraum erschienenen vier Sammlungen Le Fou dans la chaloupe, La Belle Charbonnière, Le Héros blessé au bras und Le Jardin dans l’île.
Le Goût de l’ombre (1997)
- Le Styx
- La Cicatrice dans la chevelure
- Quiconque
- La Libraire d’Éparvay
- L’Écolier de bronze
- Le Scarabée de cœur
- Les Vraies Richesses
- Le Chef-d’œuvre de Guardicci
- L’Autre Histoire
- Tombola

Singe savant tabassé par deux clowns (2005)
- La Seule Mortelle
- Les Ormeaux
- Civils de plomb
- La Sensationnelle Attraction
- Dans la cité venteuse
- Courir sous l’orage
- Les Sœurs Ténèbre
- Tigres adultes et petits chiens
- Écorcheville
- Singe savant tabassé par deux clowns
- La Rue douce

Le Verger et autres nouvelles (2005)
- Le Verger
- Le Gouffre des années
- La Belle Charbonnière
- Paradiso

Mécomptes cruels (2006)
- Elles deux
- L’Excursion
- Parfaits inconnus
- J’arrête quand je veux
- Tac… Tac

De l’autre coté d’Alice (2007)
- De l’autre côté d’Alice
- Angus Lamb
- Épinoche et Smadjo

Résidence dernière (2011)
- Montreur de sphinx
- Les Miroirs ferment mal
- Résidence dernière

### Sonstiges
- La Fortune (1979; enthält verschiedene Texte, Gedichte, Essays und die Erzählung Le Dernier Défenseur)
- Une petite histoire de la Société des gens de lettres de France (1994)
- La Vie nous regarde passer (2011, Autobiographie)